# 이나가촌
이나가촌(일본어: 井永村)은 일본 히로시마현 고누군에 있던 촌이다. 현재의 후추시의 일부에 해당한다.

## 역사
- 1889년 4월 1일 - 정촌제 시행에 의해 고누군 이나가촌이 성립하였다.
- 1895년 10월 1일 - 사쿠라촌, 미즈나가촌, 도마스촌, 오가야촌과 합병해 기요다케촌이 성립해 폐지되었다.

## 참고문헌
- 角川日本地名大辞典 34 広島県
- 『市町村名変遷辞典』東京堂出版、1990年